# تريسي جونسون
تريسي جونسون (بالإنجليزية: Tracy Johnson)‏ هو لاعب كرة قدم أمريكية أمريكي، ولد في 29 نوفمبر 1966 في كونكورد في الولايات المتحدة.

## وصلات خارجية
- تريسي جونسون على موقع مرجع كرة القدم المحترفة.كوم (الإنجليزية)